# VfL Königsberg
Der VfL Königsberg war ein deutscher Sportverein aus dem ostpreußischen Königsberg.

## Geschichte
Die Feldhandball-Abteilung des VfL Königsberg gehörte in den 1930er-Jahren zu den führenden Vereinen in Ostpreußen. Mit Einführung der erstklassigen Handball-Gauliga Ostpreußen 1933 spielte der Verein in dieser erstklassigen Liga. In der Spielzeit 1936/37 konnte Königsberg erstmals die Gauliga gewinnen und qualifizierte sich somit für die Endrunde um die Deutsche Feldhandballmeisterschaft. Bei dieser schieden die Königsberger nach zwei Siegen und vier Niederlagen in der Gruppenphase aus. Auch 1937/38 konnte die Gaumeisterschaft gewonnen werden, bei der anschließenden Deutschen Meisterschaft war Königsberg jedoch erneut chancenlos. 1939/40 wurde der Verein zum dritten Mal Gaumeister Ostpreußens, durch einen 11:8-Erfolg über den TV Neufahrwasser überstand Königsberg die erste Runde der diesjährigen deutschen Feldhandballmeisterschaft, schied dann jedoch gegen den Askanischen TV Berlin aus. 1940/41 und 1943/44 konnte sich Königsberg als Gaumeister erneut für die Deutschen Meisterschaften qualifizieren, schied jedoch in beiden Fällen bereits in der ersten Runde aus. Nach der Kapitulation Deutschlands im Zweiten Weltkrieg fiel Königsberg an die Sowjetunion. Sämtliche deutschen Vereine wurden aufgelöst.
Mit Hermann Hansen stellte der Verein einen Handball-Nationalspieler.

## Erfolge
- Teilnahme an der Deutschen Feldhandball-Meisterschaft: 1936/37, 1937/38, 1939/40, 1940/41, 1943/44
- Handball-Gaumeister Ostpreußen: 1937, 1938, 1940, 1941, 1944

## Bekannte Sportler
- Hermann Hansen